# Topografija
Topografíja je predvsem geografski pojem, ki se nanaša na opisovanje in preučevanje Zemljinih površinskih značilnosti oziroma fizičnogeografskih značilnosti, kot so višina, nagib in slemenitev. Soroden pojem je teren, ki označuje bolj same značilnosti površja kot njih študije. Zraven sodi tudi pojem relief, ki pa se nanaša na višinsko razporejenost površja.
Razumevanje topografije je kritičnega pomena za mnogo študij in dejavnosti. Tako je v okoljskem inženiringu, agrikulturi in hidrologiji pomembno zaradi določanja razvodnic, značilnosti vodnih tokov in odnašanja ter značilnosti vodovja samega. Ravno tako je topografija pomemben vir podatkov za razumevanje vremenskih vzorcev, ki so za posamezno pokrajino izdelani glede na to, ali je ta ravninska ali razgibana, nizka ali visoka idr. Topografske študije so tudi del študija obstoječe arhitekture, popisov umetnostne in druge kulturne dediščine in posledično načrtovanja različne infrastrukture, kot je prometna.
Geografske topografske raziskave so se razmahnile šele v 19. stoletju, saj je večina narodnih geografskih raziskav na svojih zemljevidih popisovala le nadmorske višine posameznih točk. Kljub temu pa je prva topografska karta, ki je med drugim vsebovala tudi že izohipse, izšla leta 1784, pet let pred francosko revolucijo v Franciji, prikazovala pa je teren te dežele; kmalu ji je sledila tudi topografska karta Anglije.

## Zemeljsko površje in oblikovanje površja
Zemeljsko površje je zunanja meja zemeljske skorje. 71 odstotkov površja prekrivajo svetovni oceani, zaradi česar ni najti vpliva eksogenih sil. To površje je zaznamovano z globokomorskimi jarki, oceanskimi hrbti, kontinentalnimi policami, kontinentalnimi pobočji in abisalnimi ravninami. Preostalih 29 % površine planeta je dvignjeno nad morsko gladino in tako izpostavljenih eksogenim procesom. Najznačilnejši relief kopnega na Zemlji je rečni relief. Povprečna višina kopnega površja je 875 metrov; v Evropi in Avstraliji, ki sta najnižji celini, ta vrednost znaša 340 m, v Severni Ameriki 720 m, v Afriki 750 m, v Aziji 960 m in na Antarktiki zaradi več kot 3.000 metrov debelih ledenih skladov 2.200 metrov.
Oblika zemeljskega površja oziroma teren je posledica zapletenega součinkovanja endogenih in eksogenih sil. Ti dve skupini sil sta si v nasprotju, saj prva izmed njih, v katero sodijo tektonika plošč, vodoravni in navpični premiki teh in vulkanizem, višino površja v splošnem povečuje, medtem ko eksogene sile, tj. denudacijski in erozijski procesi, višino površja zmanjšujejo.
Prvo pomembno teorijo o oblikovanju površja je ob koncu 19. in začetku 20. stoletja razvil geomorfolog William Morris Davis, in sicer teorijo o cikličnem razvoju reliefa. Ta predvideva razmeroma hiter dvig terena na osnovi tektonike, zatem pa daljši čas vztrajnega eksogenega delovanja. Novejše teorije, ki so podlaga današnjega topografskega raziskovanja, pa razlagajo stalno in hkratno součinkovanje obeh skupin procesov.
Endogeni procesi v načelu delujejo močneje od eksogenih procesov, zaradi česar se povprečna višina Zemljinega površja počasi dviguje; v tem trenutku znaša povprečno 875 metrov nad morjem za kopne predele. Tako mlado nagubana gorovja pridobijo med 4 in 12 mm višine vsako leto, nekatera najstarejša območja zemeljskega površja, ščiti ali kratoni, tj. območja tektonskega mirovanja, pa endogenih sil ne čutijo. V Sloveniji tektonska aktivnost povzroči za največ 1-2 mm višinskega premika letno.
Na drugi strani eksogene sile delujejo tako, da letno znižajo površje za povprečno 1-1,5 mm vsako leto v visokogorju in manj na drugačnih reliefih. Na tak način vodovja odplavijo s površja Severne Amerike vsako leto 1,2 milijarde ton materiala, kar pomeni odstranitev 25-75 mm površinskega sloja v 1.000 letih. Takšno odnašanje površinskega sloja gradiva poteka na vseh ozemljih: kamnine, ki danes predstavljajo površje avstrijskih Visokih Tur na 4.000 metrih, so nastale na globini 12 kilometrov pred 10-15 milijoni let, material nad njimi je bil v tem času odstranjen zaradi eksogenih sil, sloji pod njim pa so se dvignili zaradi tektonskega gubanja in izostazije.